# Lista de artilharia de campo
Existem um ou dois tipos de artilharia de campo. Estas armas disparam um cartucho pesado em uma trajetória de nível relativo de um cano longo, saindo a uma grande velocidade de cadência e bom alcance de performance. Em geral são mais adequadas para prover suporte de fogo de longo alcance e fogo de contra-bateria.

## Canhões rebocados
| Calibre (mm) | Nome da Arma                                                    | País de origem                                    | Período                                             |
| ------------ | --------------------------------------------------------------- | ------------------------------------------------- | --------------------------------------------------- |
| 70           | Whitworth                                                       | Reino Unido / · Estados Unidos                    | Guerra Civil dos Estados Unidos                     |
| 75           | Canon de 75 modèle 1897                                         | França                                            | Primeira Guerra Mundial / Segunda Guerra Mundial    |
| 75           | Schneider Canon de 75 modèle 1905                               | França                                            | Primeira Guerra Mundial / Segunda Guerra Mundial    |
| 75           | Schneider Canon de 75 modèle 1912                               | França                                            | Primeira Guerra Mundial                             |
| 75           | Schneider Canon de 75 modèle 1914                               | França                                            | Primeira Guerra Mundial                             |
| 75           | Canon de 75 mle GP1                                             | Bélgica                                           | Primeira Guerra Mundial                             |
| 75           | Cannone da 75/27 modello 06                                     | Itália                                            | Primeira Guerra Mundial / Segunda Guerra Mundial    |
| 75           | Cannone da 75/27 modello 11                                     | Itália                                            | Primeira Guerra Mundial / Segunda Guerra Mundial    |
| 75           | Cannone da 75/32 modello 37                                     | Itália                                            | Segunda Guerra Mundial                              |
| 75           | Canon de 75 mle TR                                              | Bélgica                                           | Primeira Guerra Mundial / Segunda Guerra Mundial    |
| 75           | Type 31 75 mm canhão de montanha                                | Japão                                             | Guerra Russo-Japonesa                               |
| 75           | Type 38 75 mm artilharia de campo                               | Japão                                             | Primeira Guerra Mundial                             |
| 75           | Type 41 75 mm canhão de cavalaria                               | Japão                                             | Primeira Guerra Mundial                             |
| 75           | Reffye 75 mm                                                    | França                                            | 1870-1877                                           |
| 75           | M1916 75 mm                                                     | Estados Unidos                                    | Primeira Guerra Mundial                             |
| 75           | M1917 75 mm                                                     | Estados Unidos                                    | Primeira Guerra Mundial                             |
| 75           | St Chamond 75 mm                                                | França                                            | Primeira Guerra Mundial                             |
| 75           | Type 95 75 mm artilharia de campo                               | Japão                                             | Segunda Guerra Sino-Japonesa                        |
| 75           | Canon de 75 mle GP II                                           | Bélgica                                           | Segunda Guerra Mundial                              |
| 75           | Canon de 75 mle GP III                                          | Bélgica                                           | Segunda Guerra Mundial                              |
| 75           | Type 63 artilharia de campo                                     | Tailândia                                         | Segunda Guerra Mundial                              |
| 75           | Type 90 75 mm artilharia de campo                               | Japão                                             | Segunda Guerra Mundial                              |
| 75           | Schneider Canon de 75 modèle 1922                               | França                                            | Segunda Guerra Mundial                              |
| 75           | FK 16 nA 7.5 cm                                                 | Alemanhasta                                       | Segunda Guerra Mundial                              |
| 75           | FK 18 7.5 cm                                                    | Alemanhasta                                       | Segunda Guerra Mundial                              |
| 75           | FK 38 7.5 cm                                                    | Alemanhasta                                       | Segunda Guerra Mundial                              |
| 75           | FK 7M85 7.5 cm                                                  | Alemanhasta                                       | Segunda Guerra Mundial                              |
| 76.2         | Armstrong RBL 12 pounder 8 cwt                                  | Reino Unido                                       | Anos de 1860                                        |
| 76.2         | Ordnance BL 12 pounder 7 cwt                                    | Reino Unido                                       | 1880-1890                                           |
| 76.2         | Ordnance BL 12-pounder 6 cwt                                    | Reino Unido                                       | Primeira Guerra Mundial / Segunda Guerra dos Bôeres |
| 76.2         | Ordnance BL 15 pounder                                          | Reino Unido                                       | Primeira Guerra Mundial / Segunda Guerra dos Bôeres |
| 76.2         | Ordnance QF 12-pounder 8 cwt                                    | Reino Unido                                       | Primeira Guerra Mundial / Segunda Guerra dos Bôeres |
| 76.2         | M1900 76 mm                                                     | Império Russo                                     | Primeira Guerra Mundial                             |
| 76.2         | M1902 76 mm canhão divisional                                   | Império Russo                                     | Primeira Guerra Mundial                             |
| 76.2         | Ordnance BLC 15-pounder                                         | Reino Unido                                       | Primeira Guerra Mundial                             |
| 76.2         | QF 15 pounder Mk.I The Ehrhardt                                 | Alemanha                                          | Primeira Guerra Mundial                             |
| 76.2         | M1902 3-pol artilharia de campo                                 | Estados Unidos                                    | Primeira Guerra Mundial                             |
| 76.2         | Ordnance QF 13-pounder                                          | Reino Unido                                       | Primeira Guerra Mundial                             |
| 76.2         | M1902/30 76 mm canhão divisional                                | União Soviética                                   | Segunda Guerra Mundial                              |
| 76.2         | M1936 (F-22) 76 mm canhão divisional                            | União Soviética                                   | Segunda Guerra Mundial                              |
| 76.2         | M1939 (USV) 76 mm canhão divisional                             | União Soviética                                   | Segunda Guerra Mundial                              |
| 76.2         | M1942 (ZiS-3) 76 mm canhão divisional                           | União Soviética                                   | Segunda Guerra Mundial                              |
| 76.5         | Feldkanone M. 99 8 cm                                           | Áustria-Hungria                                   | Primeira Guerra Mundial                             |
| 76.5         | FK M. 5 8 cm                                                    | Áustria-Hungria                                   | Primeira Guerra Mundial / Segunda Guerra Mundial    |
| 76.5         | FK M. 17 8 cm                                                   | Áustria-Hungria                                   | Primeira Guerra Mundial / Segunda Guerra Mundial    |
| 76.5         | FK M 18 8 cm                                                    | Áustria-Hungria                                   | Primeira Guerra Mundial                             |
| 76.5         | kanon vz. 30 8 cm                                               | Checoslováquia                                    | Segunda Guerra Mundial                              |
| 77           | FK 96 7.7 cm                                                    | Alemanha                                          |                                                     |
| 77           | Fk 96 n.A. 7.7 cm                                               | Alemanha                                          | Primeira Guerra Mundial                             |
| 77           | Fk 16 7.7 cm                                                    | Alemanha                                          | Primeira Guerra Mundial                             |
| 81           | M1897 3.2-pol artilharia de campo                               | Estados Unidos                                    | 1890-1910                                           |
| 83.8         | Ordnance QF 18-pounder                                          | Reino Unido                                       | Primeira Guerra Mundial / Segunda Guerra Mundial    |
| 85           | Reffye 85 mm                                                    | França                                            | 1870-1877                                           |
| 85           | Schneider Canon de 85 modèle 1927                               | França                                            | Segunda Guerra Mundial                              |
| 85           | D-44 85 mm canhão divisional                                    | União Soviética                                   | Moderno                                             |
| 87           | M1877 87 mm canhão leve de artilharia de campo                  | Império Russo                                     |                                                     |
| 87           | Feldkanone M 75/96 9 cm                                         | Áustria-Hungria                                   | Primeira Guerra Mundial                             |
| 90           | De Bange 90 mm                                                  | França                                            | 1877-Primeira Guerra Mundial                        |
| 95           | Lahitolle 95 mm                                                 | França                                            | 1875-Primeira Guerra Mundial                        |
| 95.3         | Armstrong RBL 20 pounder                                        | Reino Unido                                       | 1860-1870                                           |
| 100          | M1944 (BS-3) 100 mm                                             | União Soviética                                   | Segunda Guerra Mundial                              |
| 104          | Feldkanone M. 15 10.4 cm                                        | Áustria-Hungria                                   | Primeira Guerra Mundial                             |
| 105          | CALIV Cañón Liviano 105L39 105 mm canhão leve helitransportável | Argentina                                         | em desenvolvimento                                  |
| 105          | Schneider Canon de 105 mle 1913                                 | França                                            | Primeira Guerra Mundial / Segunda Guerra Mundial    |
| 105          | Schneider Canon de 105 modèle 1925/27                           | França                                            | Segunda Guerra Mundial                              |
| 105          | Schneider Canon de 105 modèle 1930                              | França                                            | Segunda Guerra Mundial                              |
| 105          | Schneider Canon de 105 L mle 1936                               | França                                            | Segunda Guerra Mundial                              |
| 105          | Indian & Light artilharia de campo                              | Índia                                             | Moderno                                             |
| 105          | Type 14 10 cm                                                   | Japão                                             | Segunda Guerra Sino-Japonesa                        |
| 105          | Type 38 10 cm                                                   | Japão                                             | Segunda Guerra Sino-Japonesa                        |
| 105          | Type 92 10 cm                                                   | Japão                                             | Segunda Guerra Sino-Japonesa                        |
| 105          | K 04 10 cm                                                      | Alemanha                                          | Primeira Guerra Mundial                             |
| 105          | K 14 10 cm                                                      | Alemanha                                          | Primeira Guerra Mundial                             |
| 105          | K 17 10 cm                                                      | Alemanha                                          | Primeira Guerra Mundial                             |
| 105          | schwere Kanone 18 10 cm                                         | Alemanhasta                                       | Segunda Guerra Mundial                              |
| 105          | Canhão leve L118                                                | Reino Unido                                       | Moderno                                             |
| 105          | GIAT LG1                                                        | França                                            | Moderno                                             |
| 105          | Bofors Model 1927 10.5 cm                                       | Suécia                                            | Segunda Guerra Mundial                              |
| 105          | Bofors kanon m/34 10.5 cm                                       | Suécia                                            | Segunda Guerra Mundial                              |
| 105          | hruby kanon vz. 35 10.5 cm                                      | Checoslováquia                                    | Segunda Guerra Mundial                              |
| 107          | M1877 42-line canhão de cerco                                   | Império Russo                                     | Guerra Russo-Japonesa                               |
| 107          | M1877 42-line artilharia de campo                               | Império Russo                                     | Guerra Russo-Japonesa                               |
| 107          | M1910 107 mm                                                    | Império Russo                                     | Primeira Guerra Mundial                             |
| 107          | M1910/30 107 mm                                                 | União Soviética                                   | Segunda Guerra Mundial                              |
| 107          | M1940 (M-60) 107 mm canhão divisional                           | União Soviética                                   | Segunda Guerra Mundial                              |
| 114          | Mk II médio 4.5 pol.                                            | Reino Unido                                       | Segunda Guerra Mundial                              |
| 114          | M1 4.5 pol. artilharia de campo                                 | Estados Unidos                                    | Segunda Guerra Mundial                              |
| 120          | Bofors M. 14 12 cm                                              | Suécia                                            | Segunda Guerra Mundial                              |
| 120          | Canon de 120mm L mle 1931                                       | Bélgica                                           | Segunda Guerra Mundial                              |
| 120          | Ordnance QF 4.7-inch Mk I–IV                                    | Reino Unido                                       | Primeira Guerra Mundial / Segunda Guerra dos Bôeres |
| 120          | M1906 4.7-pol.                                                  | Estados Unidos                                    | Primeira Guerra Mundial                             |
| 122          | M-1931 (A-19) 122 mm                                            | União Soviética                                   | Segunda Guerra Mundial                              |
| 122          | M1931/37 (A-19) 122 mm                                          | União Soviética                                   | Segunda Guerra Mundial                              |
| 127          | Ordnance BL 60-pounder                                          | Reino Unido                                       | Primeira Guerra Mundial / Segunda Guerra Mundial    |
| 130          | M1954 (M-46) 130 mm                                             | União Soviética                                   | Guerra Fria                                         |
| 130          | Type 59 artilharia de campo                                     | China                                             | Guerra Fria                                         |
| 135          | Krupp FK 1909 13.5 cm                                           | Alemanha                                          | Primeira Guerra Mundial                             |
| 140          | Canhão médio BL 5.5 pol.                                        | Reino Unido                                       | Segunda Guerra Mundial                              |
| 149.1        | Cannone da 149/35 A                                             | Itália                                            | Primeira Guerra Mundial / Segunda Guerra Mundial    |
| 149.1        | Cannone da 149/40 modello 35                                    | Itália                                            | Segunda Guerra Mundial                              |
| 149.1        | Skoda séries-K                                                  | Checoslováquia                                    | Segunda Guerra Mundial                              |
| 149.1        | Skoda Model 1928                                                | Checoslováquia                                    | Segunda Guerra Mundial                              |
| 149.1        | Feldkanone i.R. L/40 15 cm                                      | Alemanha                                          | Primeira Guerra Mundial                             |
| 149.1        | Kanone 18 15 cm                                                 | Alemanhasta                                       | Segunda Guerra Mundial                              |
| 149.1        | Kanone 39 15 cm                                                 | Alemanhasta                                       | Segunda Guerra Mundial                              |
| 149.1        | Type 89 15 cm                                                   | Japão                                             | Segunda Guerra Sino-Japonesa                        |
| 149.3        | Kanone 16 15 cm                                                 | Alemanha                                          | 1917-1945                                           |
| 152.4        | Autokanone M. 15/16 15 cm                                       | Áustria-Hungria                                   | Primeira Guerra Mundial / Segunda Guerra Mundial    |
| 152.4        | Cannone da 152/45                                               | Itália                                            | Primeira Guerra Mundial / Segunda Guerra Mundial    |
| 152.4        | Vickers BL Mk VII 6-pol.                                        | Reino Unido                                       | Primeira Guerra Mundial                             |
| 152.4        | Vickers BL Mk 19 6-pol.                                         | Reino Unido                                       | Primeira Guerra Mundial / Segunda Guerra Mundial    |
| 152.4        | M1910/30 152 mm                                                 | União Soviética                                   | Segunda Guerra Mundial                              |
| 152.4        | M1910/34 152 mm                                                 | União Soviética                                   | Segunda Guerra Mundial                              |
| 152.4        | M1935 (Br-2) 152 mm                                             | União Soviética                                   | Segunda Guerra Mundial                              |
| 152.4        | 2A36 Giatsint-B 152 mm                                          | União Soviética                                   | Guerra Fria                                         |
| 155          | GPF Canon de 155 mm modèle 1917                                 | França                                            | Primeira Guerra Mundial / Segunda Guerra Mundial    |
| 155          | Canone de 155 L mle 1924                                        | Bélgica                                           | Segunda Guerra Mundial                              |
| 155          | Long Tom M1/M2/M59 155 mm                                       | Estados Unidos                                    | Segunda Guerra Mundial                              |
| 155          | M198                                                            | Estados Unidos                                    | Guerra Fria / Moderno                               |
| 155          | G5 howitzer                                                     | África do Sul                                     | Moderno                                             |
| 155          | M777                                                            | Reino Unido                                       | Moderno                                             |
| 155          | CITER L33 155 mm CITEFA Modelo 77                               | Argentina                                         | Moderno                                             |
| 155          | L 45 CALA 30                                                    | Argentina                                         | Moderno                                             |
| 155          | FH-70                                                           | União Europeia ( Reino Unido / Itália / Alemanha) | Guerra Fria / Moderno                               |
| 155          | Norinco WAC-021 / W132 / PZL-45                                 | China                                             |                                                     |
| 155          | Canhão Wahrendorff                                              | Suécia                                            | pré-Primeira Guerra Mundial                         |
| 173          | Kanone 18 in Mörserlafette 17 cm                                | Alemanhasta                                       | Segunda Guerra Mundial                              |
| 180          | S-23 180 mm                                                     | União Soviética                                   | Guerra Fria                                         |
| 203          | M1 8-pol.                                                       | Estados Unidos                                    | Segunda Guerra Mundial                              |

## Canhões autopropulsados
| Calibre (mm) | Nome da Arma                                      | País de origem   | Período                    |
| ------------ | ------------------------------------------------- | ---------------- | -------------------------- |
| 75           | T 12/M3 75 mm GMC (Gun Motor Carriage)            | Estados Unidos   | Segunda Guerra Mundial     |
| 75           | SdKfz 234/3 schwerer Panzerspähwagen (7.5cm)      | Alemanhasta      | Segunda Guerra Mundial     |
| 75           | SdKfz 250/8 leichter Schützenpanzerwagen (7.5cm)  | Alemanhasta      | Segunda Guerra Mundial     |
| 75           | SdKfz 251/9 mittlerer Schützenpanzerwagen (7.5cm) | Alemanhasta      | Segunda Guerra Mundial     |
| 76.2         | SU-12 caminhão com canhão 76.2 mm                 | União Soviética  | 1932-33                    |
| 76.2         | SU-76                                             | União Soviética  | Segunda Guerra Mundial     |
| 76.2         | TACAM T-60                                        | Reino da Romênia | Segunda Guerra Mundial     |
| 76.2         | TACAM R-2                                         | Reino da Romênia | Segunda Guerra Mundial     |
| 84           | Birch                                             | Reino Unido      | 1920                       |
| 105          | FV433 Abbot                                       | Reino Unido      |                            |
| 149          | Semovente da 149/40                               | Itália           | Segunda Guerra Mundial     |
| 152          | Mark I Gun Carrier                                | Reino Unido      | Primeira Guerra Mundial    |
| 155          | M12 Gun Motor Carriage                            | Estados Unidos   | Segunda Guerra Mundial     |
| 155          | Bandkanon 1                                       | Suécia           |                            |
| 155          | M40 Gun Motor Carriage                            | Estados Unidos   |                            |
| 155          | M55                                               | Estados Unidos   |                            |
| 155          | G6 howitzer                                       | África do Sul    | Moderno                    |
| 155          | XM1203 Non-Line-of-Sight Cannon                   | Estados Unidos   | Sistema de Combate Futuro  |
| 155          | Norinco SPG                                       | China            |                            |
| 155          | PLZ-45 ou Type 88                                 | China            |                            |
| 155          | Bhim T-6 SPG                                      | Índia            | Moderno                    |
| 155          | TAM VCA                                           | Argentina        | Moderno                    |
| 175          | M107 175 mm Self-Propelled Gun (SPG)              | Estados Unidos   | Guerra Fria                |
| 194          | Canon de 194 mle GPF                              | França           | Primeira Guerra Mundial    |
| 203          | T93 8-pol Howitzer Motor Carriage                 | Estados Unidos   | pós-Segunda Guerra Mundial |
| 240          | T92 240 mm                                        | Estados Unidos   | pós-Segunda Guerra Mundial |